# Microsoft Word
 (février 2025).
 (mars 2023).
La mise en forme du texte ne suit pas les recommandations de Wikipédia : il faut le « wikifier ».
Les points d'amélioration suivants sont les cas les plus fréquents. Le détail des points à revoir est peut-être précisé sur la page de discussion.
- Les titres sont pré-formatés par le logiciel. Ils ne sont ni en capitales, ni en gras.
- Le texte ne doit pas être écrit en capitales (les noms de famille non plus), ni en gras, ni en italique, ni en « petit »…
- Le gras n'est utilisé que pour surligner le titre de l'article dans l'introduction, une seule fois.
- L'italique est rarement utilisé : mots en langue étrangère, titres d'œuvres, noms de bateaux, etc.
- Les citations ne sont pas en italique mais en corps de texte normal. Elles sont entourées par des guillemets français : « et ».
- Les listes à puces sont à éviter, des paragraphes rédigés étant largement préférés. Les tableaux sont à réserver à la présentation de données structurées (résultats, etc.).
- Les appels de note de bas de page (petits chiffres en exposant, introduits par l'outil «  Source ») sont à placer entre la fin de phrase et le point final[comme ça].
- Les liens internes (vers d'autres articles de Wikipédia) sont à choisir avec parcimonie. Créez des liens vers des articles approfondissant le sujet. Les termes génériques sans rapport avec le sujet sont à éviter, ainsi que les répétitions de liens vers un même terme.
- Les liens externes sont à placer uniquement dans une section « Liens externes », à la fin de l'article. Ces liens sont à choisir avec parcimonie suivant les règles définies. Si un lien sert de source à l'article, son insertion dans le texte est à faire par les notes de bas de page.
- La présentation des références doit suivre les conventions bibliographiques. Il est recommandé d'utiliser les modèles {{Ouvrage}}, {{Chapitre}}, {{Article}}, {{Lien web}} et/ou {{Bibliographie}}. Le mode d'édition visuel peut mettre en forme automatiquement les références.
- Insérer une infobox (cadre d'informations à droite) n'est pas obligatoire pour parachever la mise en page.

Pour une aide détaillée, merci de consulter Aide:Wikification.
Si vous pensez que ces points ont été résolus, vous pouvez retirer ce bandeau et améliorer la mise en forme d'un autre article.
 (avril 2020).
Si vous disposez d'ouvrages ou d'articles de référence ou si vous connaissez des sites web de qualité traitant du thème abordé ici, merci de compléter l'article en donnant les références utiles à sa vérifiabilité et en les liant à la section « Notes et références ».
Microsoft Word est un logiciel de traitement de texte publié par Microsoft. La version la plus récente est Word 2024.
Sa première version a été distribuée en 1983 sous le nom de Multi-Tool Word (« Multi-Outil de traitement de texte ») pour le système d'exploitation Xenix qui était une version du système Unix à la fin des années 1970.
Des versions ultérieures furent écrites pour plusieurs autres plates-formes dont IBM PC sous système d’exploitation DOS en 1983, Apple Macintosh en 1984, SCO UNIX, OS/2 et les premières versions Windows en 1989.
Word a été intégré en tant qu’élément de la suite Microsoft Office depuis 1993, même s’il était également vendu seul ou inclus dans la suite Microsoft Works.
Depuis 2003, la version de Word a vu son appellation changer du fait qu’il fasse partie intégrante de la suite Microsoft Office ; Microsoft a donc décidé de le renommer Microsoft Office Word au lieu de Microsoft Word.
La dernière version en date est la version 2024 ; elle fait partie de la suite Microsoft Office 2024 et est incluse dans l'abonnement à Microsoft 365.
Un logiciel de traitement de texte couvre deux notions, assez différentes en pratique : un éditeur de textes interactif et un compilateur pour un langage de mise en forme de textes (notions qui sont précisées dans Traitement de texte).
Au cours de son évolution, Word a intégré l’outil de dessin qui permet d’effectuer des opérations de publication, comme l’ajout de graphiques (diagrammes, graphiques économiques, formes géométriques, illustrations, équations) aux documents.
Microsoft Word 2007 intègre un système de menus d’un nouveau genre où les sous-menus n’apparaissent pas sous forme de texte mais sous forme de barre d’icônes changeant de contenu. Ce jeu d'onglets se retrouve dans Microsoft Word 2010 et remplace intégralement les menus. Word 2013 apporte l'usage tactile et un mode lecture. Word 2016 intègre de nouvelles fonctionnalités de collaboration en temps réel et de partage et simplifie la création de forme. Un Word en ligne est disponible avec la suite Microsoft 365.

## Historique

### Word de 1981 à 1989
Word fut le premier logiciel de traitement de texte populaire pour compatibles PC à utiliser le mode graphique pour montrer immédiatement les mises en forme.
Beaucoup de concepts et d’idées sont issus du premier éditeur WYSIWYG implanté en 1974 sur le système Bravo (le PC Xerox Alto). Cette machine originale de traitement de texte développée par Xerox a permis à Word d’exister. Charles Simonyi, le créateur de Bravo a quitté le Xerox PARC pour rejoindre et travailler chez Microsoft en 1981.
Par la suite, Simonyi embaucha Richard Brodie, qui avait également travaillé avec lui sur le projet Bravo, pour venir le rejoindre chez Microsoft.
Le 1er février 1983, le développement de ce qui allait être nommé Multi-Tool Word commença.
Microsoft sortit le programme le 25 octobre 1983 pour IBM PC en le rebaptisant Microsoft Word.
Des versions de démonstration furent distribuées avec le magazine PC World en novembre 1983, faisant de Microsoft Word, le premier programme à être distribué sur disquettes dans un magazine. Toutefois, le pli n’a pas bien pris et cette initiative n’a pas eu de répercussions probantes sur les ventes face à des produits rivaux comme WordPerfect.
Word a concrétisé le concept du WYSIWYG, en français, Ce que vous voyez est ce que vous Obtenez. Il fut la première application offrant la possibilité d’afficher les polices de caractères en gras et en italique sur système IBM et autres compatibles PC. Par ailleurs, Word imposa l’usage généralisé de la souris, qui était jusqu’alors inhabituel, et Microsoft proposa même une solution packagée Word avec souris offerte.
Même si MS-DOS restait un système dit en mode caractères, Microsoft Word était le premier traitement de texte pour l’IBM PC à pouvoir afficher de véritables sauts de ligne ainsi que les différents styles de police de caractères comme la mise en gras ou en italique directement sur l’écran. Pour autant, Word n’était pas un authentique système WYSIWIG du fait que la résolution disponible des machines utilisées ne permettait pas d’afficher la taille réelle des caractères.
Les précédents traitements de texte sous MS-DOS, comme WordStar et WordPerfect, utilisaient plutôt le mode texte (80 colonnes et 25 à 50 lignes) avec des codes de mise en page ou, quelquefois, des couleurs différentes. Jusqu’alors, un éditeur de texte restait un programme qui permettait de saisir et modifier interactivement des textes et n’était pas vraiment concerné par la mise en forme.
Le 25 mars 2014, Microsoft décide de publier le code source de Word 1.1a via le site Computer History.

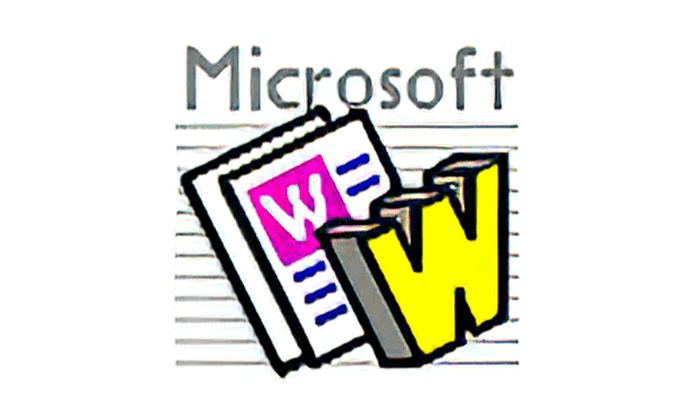
LOGO WORD 1987-1991

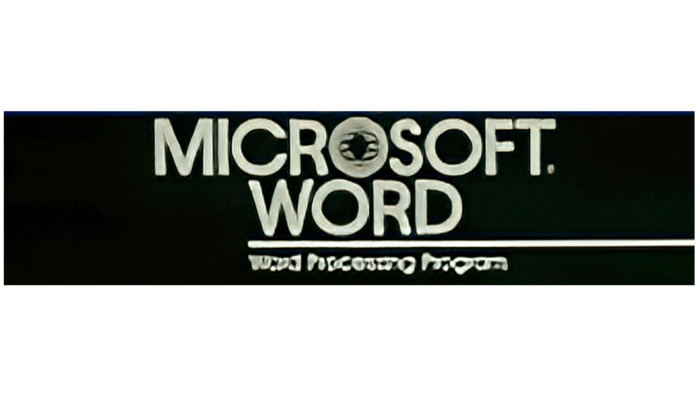
LOGO WORD 1983-1987

### Microsoft Word 5.1a (Macintosh)
La première version de Word pour Windows a été publiée en 1989 au prix de 500 dollars US. Avec la parution de Windows 3.0 l’année suivante, les ventes ont commencé à reprendre (La version 1.0 de Word pour Windows a été conçue pour être utilisée avec Windows 3.0 mais offrait des performances moindres que la première version publiée auparavant avec la première de Windows disponible).
WordPerfect essuya à son tour un échec de sa version pour Windows et sa commercialisation fut aussi une erreur fatale. Toutefois, la version 2.0 de Word finit par voir le jour et se vit reconnue comme une version leader du marché.
Après MacWrite, Word pour Macintosh n’avait jamais eu de concurrents sérieux, bien que les programmes comme Nisus Writer (en) (Traitement de texte de l’époque pour Apple Macintosh) proposaient déjà des caractéristiques comme la sélection non contiguë qui n’a été implémentée qu’à partir de la version 2002 (XP) de Word. En parallèle, plusieurs utilisateurs se sont plaints du fait que les mises à jour majeures tardaient : deux ans restaient une durée bien trop longue pour les utilisateurs professionnels en entreprise.
La version 5.1 de Word pour Macintosh, publiée en 1992, était un traitement de texte populaire de par son ergonomie, sa facilité d’utilisation et l’ensemble de ses caractéristiques. Cependant, la version 6.0 pour ce même Macintosh, publiée en 1994, devint une dérision, contrairement à la même version pour Windows. C’était la première fois que Word pour Macintosh et pour Windows portèrent un même numéro de version ; de nombreuses accusations tombèrent à l’égard de sa lenteur et sa grosse consommation de ressource de mémoire. Pour répondre à la demande des utilisateurs d’Apple, Microsoft offrit une version antérieure 5.1 gratuite à tous ceux ayant acquis une version 6.0. Bien que le numéro de la version précédente pour Windows était la 2.0, Microsoft préféra coordonner les numéros de version pour les deux plates-formes.
Quand Microsoft fut informé du problème de l’an 2000, il mit à disposition une version intégrale de Word 5.5 pour DOS au lieu de prioriser une mise à jour.
En août 2011, il est encore disponible en téléchargement sur le site Web de Microsoft.

### Word 6.0
Word 6.0 fut la seconde tentative de développer une version commune de Word. La première tentative, dont le nom de code était Pyramide, consista à envisager de réécrire complètement la version existante de Word. Cette idée fut abandonnée quand Microsoft se rendit compte du temps que cela nécessiterait vis-à-vis de ses équipes de développement alors que de nouvelles fonctionnalités pouvaient très bien être ajoutées dans ce même laps de temps pour améliorer les versions existantes.

### Le projet Pyramide
Les partisans du projet Pyramide clamèrent qu’une nouvelle version aurait été plus rapide, plus petite et plus stable que la version pour Macintosh déjà publiée et compilée avec la version bêta 2.0 de Visual C++. À cause de cela, de nombreuses optimisations furent arrêtées (La version 4.2.1 d'Office a été finalement compilée en utilisant la dernière version du compilateur incluant une couche des API Windows). Le projet Pyramide aura été un projet de réflexion faisant l’objet de nombreuses polémiques, notamment sur le point de vue de la nécessité de redévelopper les applications.
Les versions les plus récentes de Word pour Macintosh ne furent pas développées à la hauteur de celles pour Windows ; pour autant, des fonctionnalités plus appropriées pour tourner sous un environnement Windows furent portées sur les versions pour Macintosh.

### Évolution de Word

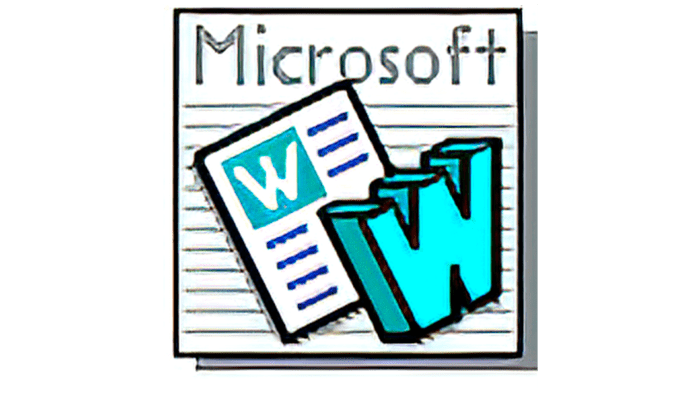
LOGO WORD 1991-1993

Au cours de l’évolution des versions, Word se vit enrichir de fonctionnalités et il devint alors plus qu’un simple traitement de texte :
- Un ensemble d’outils permet d’effectuer des insertions d’objets graphiques divers comme du texte en 3 dimensions, des formes géométriques de base (rectangle, rond, trait...) avec quelques effets, des graphiques tels que des diagrammes, des illustrations, des équations, etc. ;
- Un module des collaborations permettant la relecture selon différents utilisateurs ;
- Un outil de comparaison de documents ;
- Un support de plusieurs langues au sein de différents paragraphes ;LOGO WORD 1993-1995

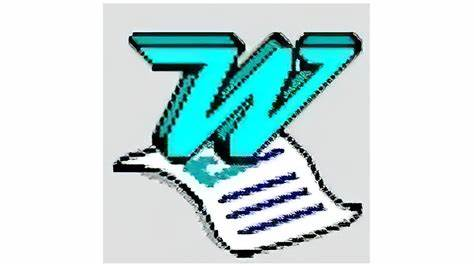
LOGO WORD 1993-1995

### Word 97
La version 97 possède de façon globale les mêmes caractéristiques et performance que la version 2000. Elle fut la première version de Word pour laquelle Microsoft implanta un Assistant Office (le Compagnon Office) sous forme de personnage animé qui faisait son apparition au cours d’une session.
Ce fut une tentative de compensation de l’échec de l’interface Microsoft Bob. Celle-ci était dédiée à être installé sur les plates-formes Windows 3.1 et 95 dans le but d’offrir une interface non technique pour l’utilisation de Windows au quotidien dans l’objectif de remplacer le Gestionnaire de programmes.

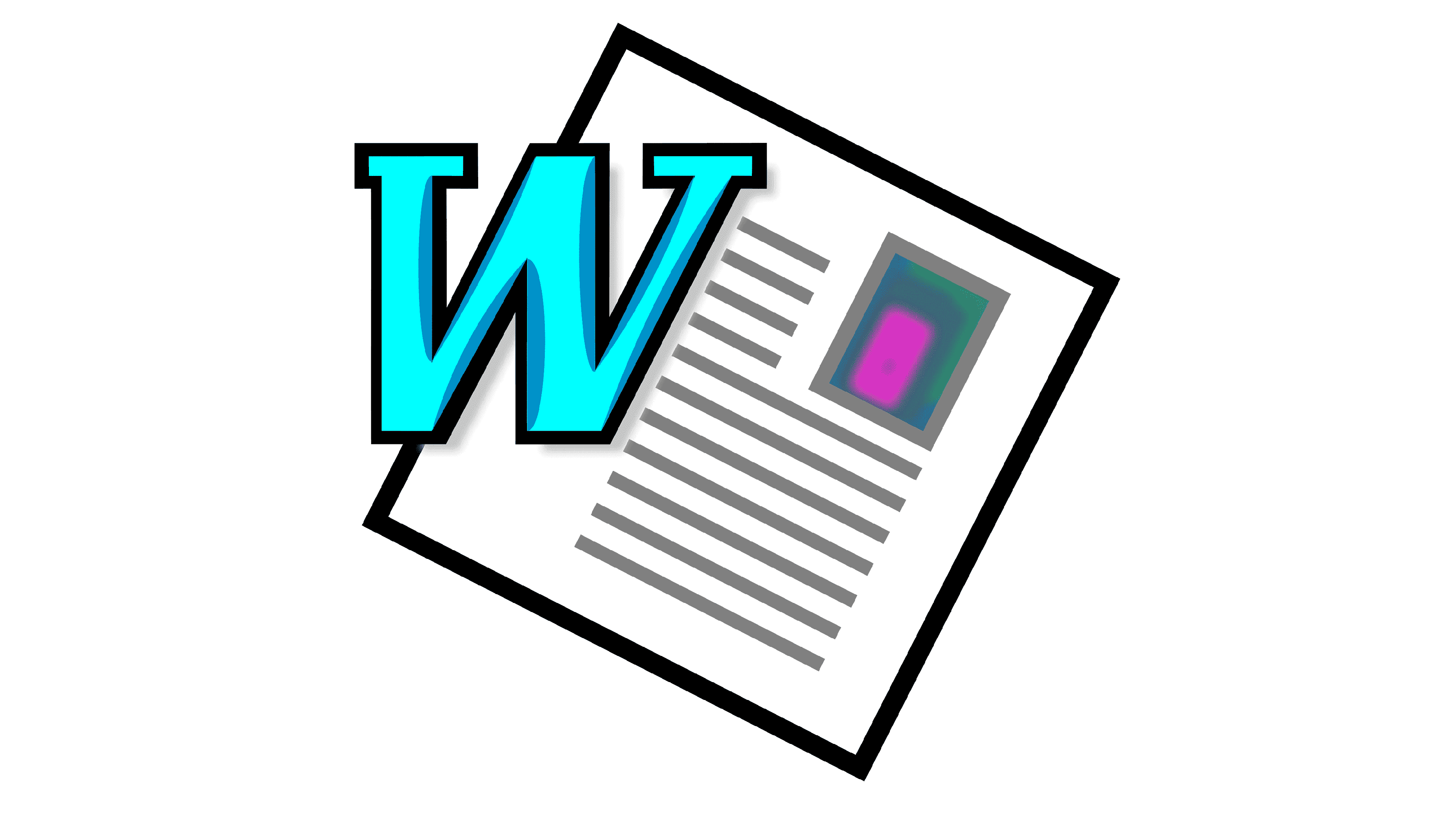
LOGO WORD 1995-1999

Ce projet fut alors abandonné.

### Word 98
La version 98 de Word, réservée aux plates-formes Macintosh, se vit octroyer le plus grand nombre de caractéristiques de la version 97 pour Windows. Dans le but d’en faire un allié commun aux deux environnements pourtant distincts, Microsoft mit en place une règle de compatibilité entre les deux versions, ce qui ouvrit l’échange de documents d’une plate-forme à l’autre. Malheureusement, cette mouture pour Mac ainsi que les versions futures devinrent aussi vulnérables que les versions pour Windows en ce qui concerne les virus potentiellement implantés dans les macros. Cette nouvelle génération d’attaque jusqu’alors inconnue avait pour but de compromettre les documents Word (mais aussi les classeurs Excel) et cette condition de multiplateforme facilita leur affluence.

### Word 2000

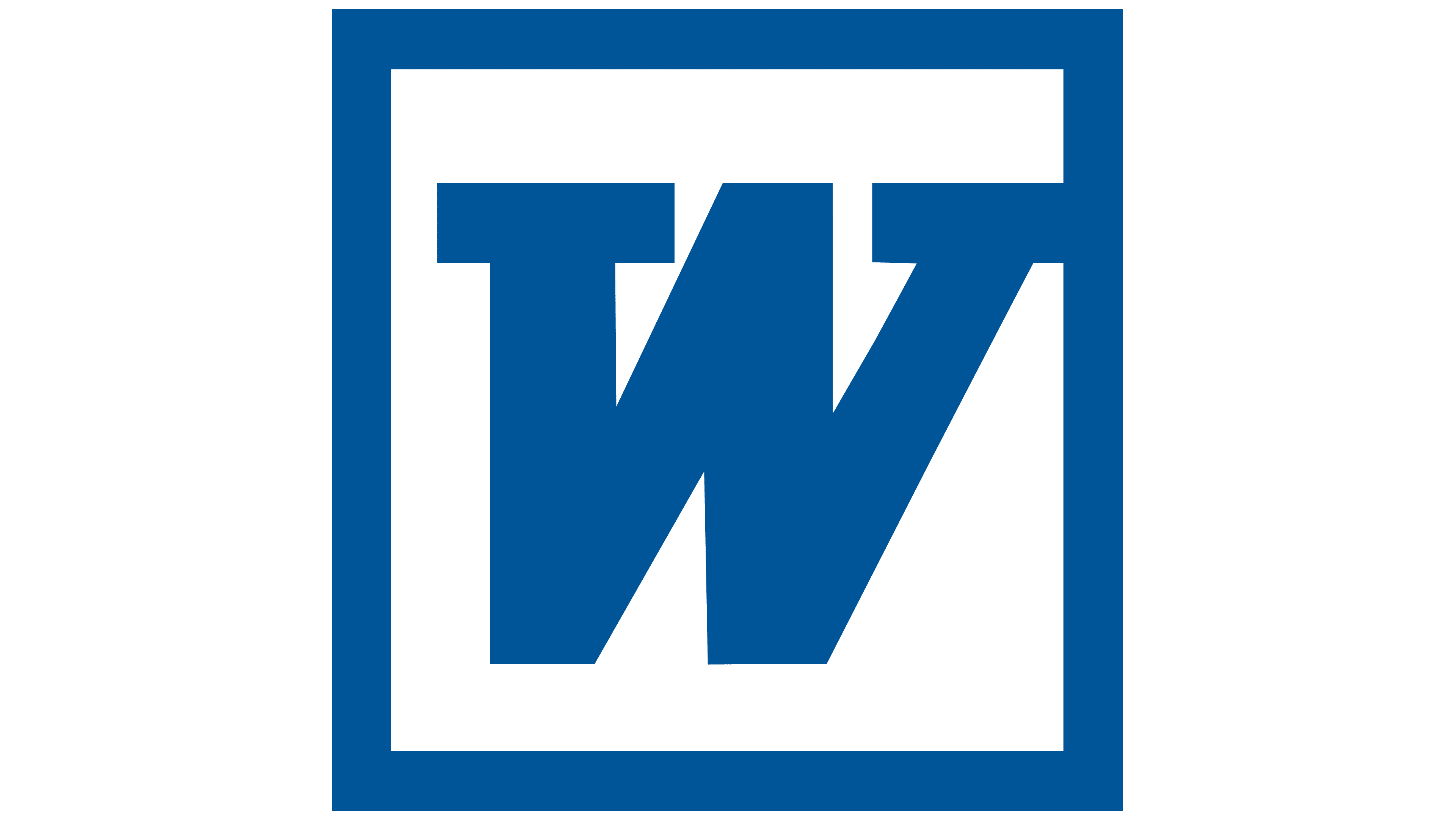
LOGO WORD 1999-2003

Pour la plupart des utilisateurs, le changement le plus prépondérant de la version 2000 de Word fut le presse-papier qui pouvait contenir plusieurs éléments restituables à souhait. Un second changement, non négligeable fut l’amélioration de l’apparition exagérée du Compagnon Office qui ennuyait plus d’utilisateurs qu’il rendait service : il devint plus discret.

### Word 2001 et Word 2002 - Word 10
La version 2001 de Word, sortie en octobre 2000, fut empaquetée dans la suite Microsoft Office pour les plates-formes Macintosh et possédait la plupart des caractéristiques de la version 2000 pour Windows.
Cette version fut également proposée en version individuelle, dissociée de Microsoft Office ; elle fut rééditée en 2001 sous le nom de Word X pour pouvoir s'intégrer avec l'environnement Mac OS X.
La version 2002 de Word pour Windows, sortie en octobre 2001, fut empaquetée dans la suite Microsoft Office XP pour les plates-formes Windows. Bien que son apparence autant que son interface ressemblât en beaucoup de points à la version 2000, cette version possédait déjà la plus grande partie des caractéristiques de la future version 2003.

### Word 2003 - Word 11
Pour la version 2003 (Office 11), la suite Microsoft Office incluant Word fut éditée de sorte que la marque Word entre en phase avec le nom de la suite pour devenir officiellement Microsoft Office Word. Les utilisateurs, indifférents à ce changement, continuent d’employer l’une ou l’autre appellation.
La version 2003 de Word a été l’une des plus utilisées. Microsoft a diffusé cette version à la suite des commentaires et remontées de ses clients et associé les innovations en rapport avec les versions précédentes en permettant de créer des documents de manière plus efficace.

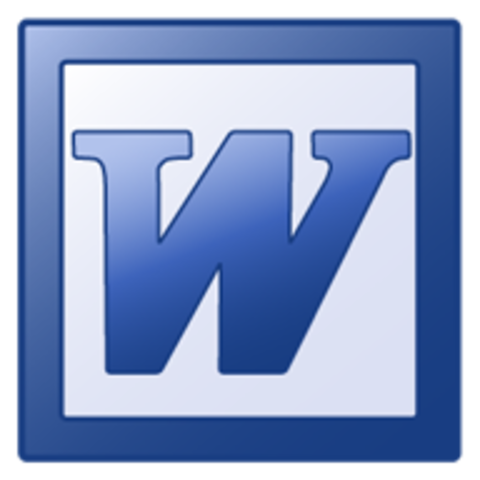

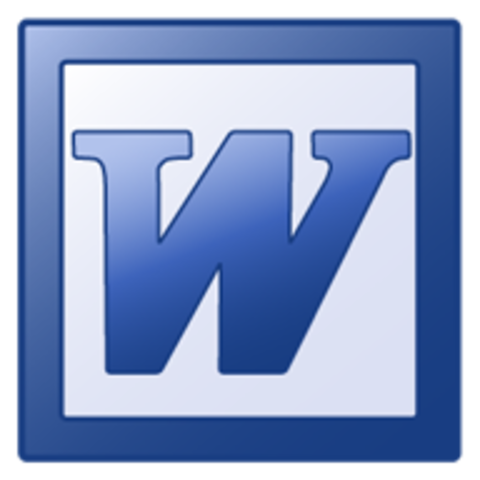
LOGO DE WORD 2003 ET 2004

### Word 2004
Une nouvelle mouture de Word pour Macintosh fut éditée en 2004. Quelques mises au point substantielles des différentes applications de la suite Office (Word, Excel, PowerPoint) furent effectuées pour s’accorder en partie avec la version 2003 pour Windows. À travers les années, Microsoft proposa différents patches correctifs pour éliminer nativement les macros virus connues à partir de cette version tandis qu’Apple publia son traitement de texte, Pages et qu'une communauté Open Source créa NeoOffice. Word restait le traitement de texte le plus largement utilisé sur Macintosh.

### Word 2007
La version 2007 de Word est dotée d’un grand nombre de changements, notamment, le nouveau format ouvert Office Open XML, une interface graphique totalement remodelée, un éditeur d’équations intégré et un gestionnaire de livres. En parallèle à cela, un module nommé Custom XML et conteneur de données XML a été implémenté dans le but d’être accessible par le modèle objet et le format de fichier de Word, ce qui permet une utilisation conjointe avec les nouvelles caractéristiques (Contrôle de contenu) des documents structurés. La nouvelle interface graphique, de type ruban, agit sur les onglets de façon contextuelle, ce qui permet d’offrir à l’utilisateur les différentes fonctionnalités en fonction de ce qui est effectué sur le document ou en fonction du contrôle qui possède le focus… Il existe beaucoup d’autres caractéristiques avancées comme :
- une mini barre d’outils flottante qui fait son apparition sur un mot ou un paragraphe afin d’en changer la mise en forme (ce qui réduit les manipulations du clavier et de la souris),
- la gestion des styles, des jeux de couleurs, de polices, des thèmes, indépendante du modèle, permettant de changer l'aspect d'un document par un clic de souris,
- le remplacement des insertions automatiques par des composants appelés Blocs de construction beaucoup plus évolués,
- une barre d’outils d’accès aux commandes courantes,
- des composants SmartArt (qui permettent une représentation graphique de ses idées),
- de nouveaux contrôles de formulaires, nommés Contrôles de contenu,
- export au format PDF,
- etc.

Le nouveau format de document Word 2007 ne permet pas d’être exploité par les anciennes versions de Microsoft Word, que ce soit dans un environnement Windows ou bien Macintosh (respectivement les versions 2003 et 2004). Il existe cependant un convertisseur à installer séparément sur ces anciennes versions de manière à pouvoir lire ce format 2007, et même à pouvoir enregistrer sous ce format…
Pour pouvoir uniformiser la compatibilité des documents, il était préférable de sélectionner le format Word 97-2003 au moment de la sauvegarde des documents. La version 2008 de Microsoft Office pour Macintosh permet d’exploiter les documents au format .docx, mais les plus anciennes versions de chacune des plates-formes ne possèdent pas ce privilège.

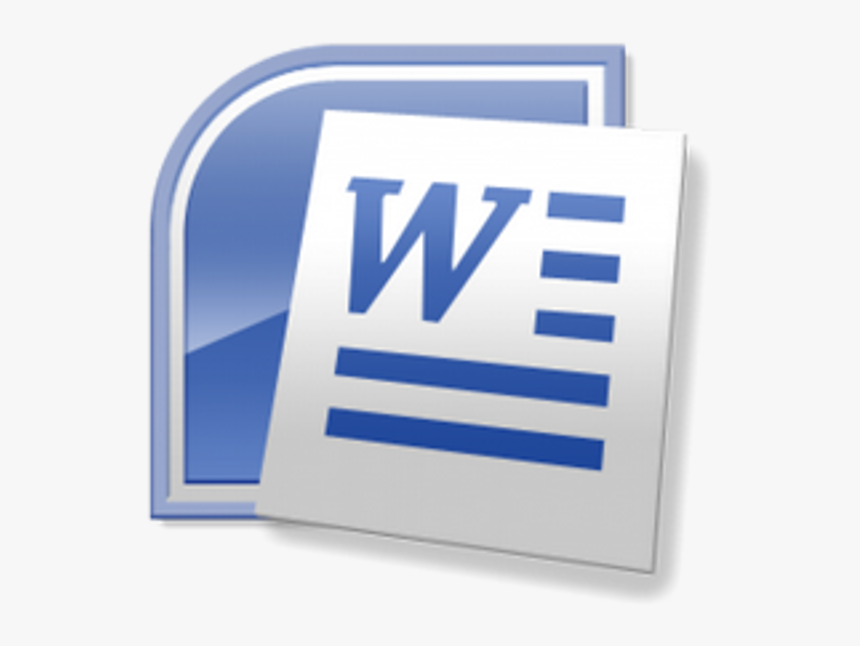
LOGO WORD 2007 ET 2008

### Word 2008
À l’instar de la version 2007 de Word pour Windows, Word 2008 est la plus récente version pour Macintosh ; elle a été publiée le 15 janvier 2008 et possède la plupart des nouvelles caractéristiques de la version 2007, mais pas le ruban. Cette même version inclut de façon native le nouveau format XML ouvert Office appelé Open XML.

### Word 2010
Word 2010 est la nouvelle version de Word qui est contenue dans Microsoft Office 2010, et dont le format est identique à la version 2007.
Cette fois, l'abandon du menu classique pour le ruban et ses onglets est définitif. Si au premier abord, la version 2010 ressemble beaucoup à la version 2007, elle en est une version aboutie et contient bon nombre d'améliorations par rapport à cette dernière, entre autres :
- nouvelles fonctionnalités de gestion graphique (détourage, effets artistiques, ...),
- facilité de navigation et de recherches dans le document,
- récupération simple de documents non enregistrés et de versions antérieures,
- gestion de la fonctionnalité OpenType, avec nouvelles possibilités de jeux stylistiques sur les polices d'écriture,
- nouvelles options de traitement des images (suppression du contour, corrections d'image...),
- vérification orthographique contextuelle,

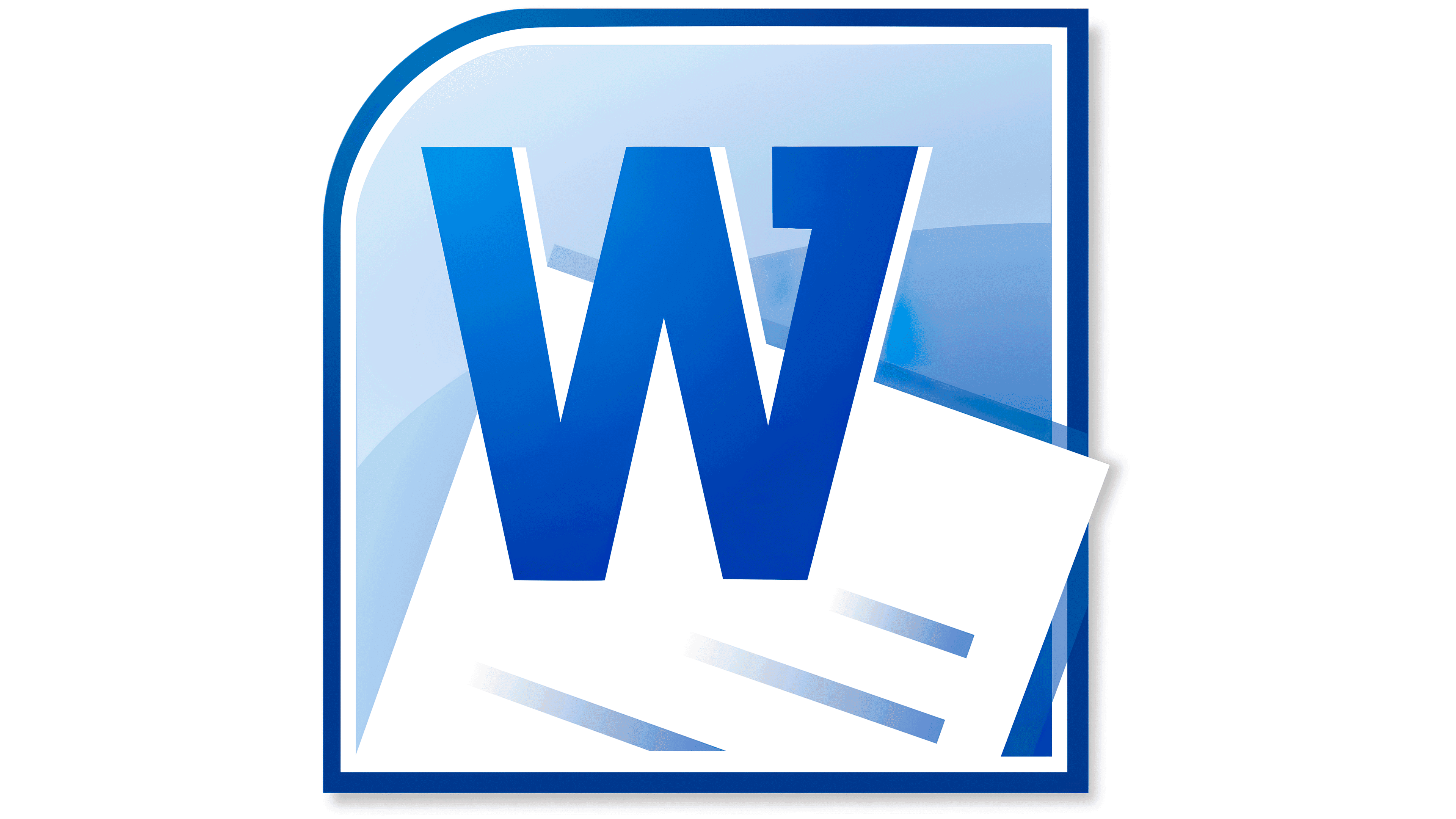
LOGO WORD 2010

- etc.

### Word 2013
Word 2013, sortie le 29 janvier 2013, en même temps qu'Office 365 et qu'Office 2013 pour le grand public. L'interface reprend le ruban et ses onglets, sans changer les repères de 2010. Au premier abord, elle paraît moins contrastée et plus épurée que dans les versions précédentes. Quelques nouveautés notables :
- le logiciel peut désormais s'utiliser avec un appareil tactile, et l'utilisation est facilitée par l'existence d'un mode tactile ;
- on peut désormais convertir des documents PDF en format Word éditables en les ouvrant directement avec Word 2013, et les réenregistrer en PDF après modification ;
- possibilité de passer en mode lecture, qui fait disparaître le ruban et les autres icônes qui peuvent potentiellement gêner la lecture, et réadapte le texte et les images à la taille de l'écran. En mode tactile, on peut lire comme sur un livre numérique en faisant défiler les pages avec le doigt et en zoomant sur les images par un simple contact avec l'écran ;
- écran de démarrage remodelé et personnalisé, avec un accès aux documents récents et aux modèles (documents pré-remplis à adapter à son propre usage, qui évitent de partir d'une page blanche) ;
- nouvel onglet dédié aux styles et aux thèmes, à l'image de PowerPoint ;
- partage sur les réseaux sociaux et sur OneDrive facilité ;
- Apparition du marque-page, qui retient la page à laquelle l'utilisateur s'arrête, et propose de reprendre directement à cet endroit la fois suivante (et qui fonctionne aussi sur un appareil différent si le document est sauvegardé en ligne dans le Cloud) ;
- possibilité d'insérer des vidéos en ligne dans les documents Word depuis le menu Insertion, la lecture de la vidéo se lance lorsqu'on clique dessus ;
- gestion simplifiée du repositionnement du texte par rapport aux images, notamment grâce à un système de prévisualisation dynamique.
- etc.

En avril 2014, Microsoft annonce que Word 2013 est désormais disponible sur iPad, iPhone, Windows Phone et bientôt sur les téléphones équipés d'Android (Début 2015). Cela entre dans la logique Office mobile de Microsoft de rendre ses logiciels disponibles sur le plus grand nombre de supports (ordinateurs, tablettes, smartphones).

Logo de Word 2013 et de 2016

### Word 2016
Word 2016 est sorti le 22 septembre 2015, en même temps qu'Office 2016 pour le grand public. L'interface reprend le ruban et ses onglets en apportant les fonctionnalités suivantes :
- Recherche intelligente (recherche sur Internet directement dans Word)
- Collaboration en temps réel (affichage des modifications que chaque personne a apporté au document en temps réel)
- Équations manuscrites (insertion d’équations mathématiques converties en texte)
- Partage simplifié sur OneDrive, OneDrive Entreprise et SharePoint
- Elle améliore également l'historique des versions du fichier.

### Word 2019
Word 2019 est la dernière version de Word, sortie le 24 septembre 2018, en même temps qu'Office 2019 pour le grand public.
Word 2019 reprend toutes les améliorations apportées à la version 2016 pour les abonnements 365, parmi lesquelles :
- la bibliothèque d'icônes et d'objets 3D,
- la possibilité de dicter,
- la lecture à voix haute en français et dans des langues étrangères,
- la conversion en formes et en texte d'entrées manuscrites,
- la prise en charge de la syntaxe LaTeX pour des saisies mathématiques.

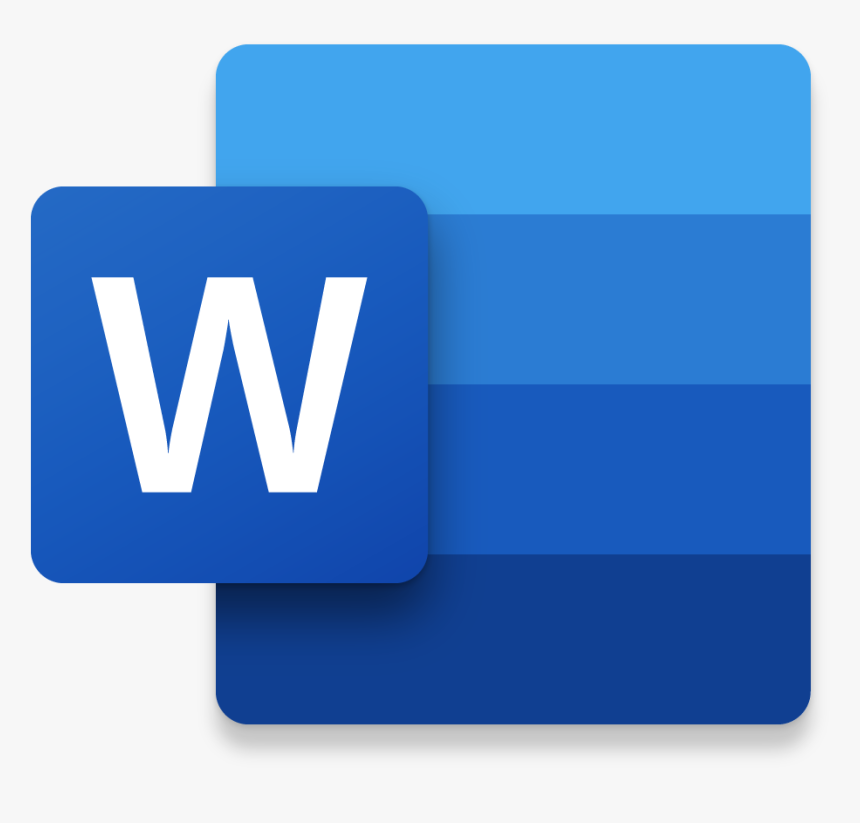
LOGO WORD 2019

### 2009: démêlés juridiques
Pour avoir contrevenu au brevet no 5787499 concernant le XML et appartenant à la société canadienne i4i, la vente de Word est interdite aux États-Unis (jugement frappé d'appel).

## Formats de fichiers
Bien que l'extension .doc ait été utilisée dans beaucoup de versions différentes de Word, le format a en réalité existé sous quatre formats de fichier distincts :
- Word for DOS
- Word for Windows 1.0 et 2.0 pour Windows - Word 4 et 5 pour Mac
- Word 6.0 et Word 95 pour Windows - Word 6.0 pour Mac
- Word 97, 2000, 2002, 2003, 2007, 2010 et 2013 pour Windows - Word 98, 2001, X, 2004 et 2011 pour Mac

La nouvelle extension .docx est représentative des documents exploités depuis la version 2007 pour Windows, et 2008 pour MacIntosh.
De ce fait, Microsoft ne garantit pas un affichage uniformément correct des documents sur différentes stations de travail même si deux d’entre elles utilisent la même version de Word. En d’autres termes, cela signifie qu’un même document peut très bien ne pas être affiché de manière strictement identique pour l'expéditeur et le destinataire.

### Format binaire
Du fait que Word a été le traitement de texte le plus dominant du marché, le format .doc est devenu de facto le standard (non reconnu par la norme ISO) le plus populaire des documents texte. Depuis la version 97 à ce jour[Quand ?] et en combinaison avec la naissance d’Internet, le couple de mots « Format & Word » désigne une appellation de format de fichier par défaut des documents texte échangés entre utilisateurs tout comme le format PDF.
Le format RTF (Rich Text Format) a été quant à lui la première initiative de créer un format non-propriétaire qui permettait de pouvoir échanger des documents formatés entre différentes applications. Ce format est disponible dans les formats de documents enregistrables et permet de préserver le contenu et quasiment toute la mise en forme du document. Ce format est développé par Microsoft.
Plusieurs versions de RTF sont utilisées suivant la version de Word :
| Version RTF | Version Word      |
| 1.9         | Word 2007/Word 12 |
| 1.8         | Word 2003/Word 11 |
| 1.7         | Word 2002/Word 10 |
| 1.6         | Word 2000/Word 9  |
| 1.5         | Word 97/Word 8    |
| 1.4         | Word 95/Word 7    |
| 1.3         | Word 6            |

### HTML dans les documents
Plus tard, juste après l’apparition du langage HTML, Word a pu lui aussi supporter ce format dérivé comme solution complémentaire de préservation du contenu et du format des documents tout comme le fait le format RTF, mais avec une taille de fichier bien moindre.
Cette solution permit en plus de pouvoir visualiser les documents à partir d’un navigateur web.
Word 2007/2010 utilise par défaut le format XML ouvert comme format par défaut, mais conserve les anciens formats des versions précédentes afin de préserver la compatibilité. Il offre également la possibilité d’enregistrer (sans pouvoir les modifier par la suite), les documents au format PDF d’Adobe et au format XPS, ce dernier étant voué à concurrencer le format PDF…
Microsoft a publié des pages sur les spécifications techniques des formats binaires des versions 97 à 2010 autant que d’autres pour le format de fichier ouvert Open XML.
Les formats de documents des différentes versions ont changé de façon plus ou moins subtile. Ce format proposé dans cette nouvelle version n’est pas exploitable dans les versions plus anciennes. Toutefois, une certaine forme de compatibilité a perduré entre la version 97 et la version 2003, période pendant laquelle 4 versions de Microsoft Word ont vu le jour.

### Format binaire et OLE
Le format binaire de Word des versions 97 à 2007 implémente la technologie OLE (Object Linking and Embedding) de façon structurée, de telle sorte que ces derniers puissent gérer la structure de celle-ci. OLE se comporte un peu comme le système de fichier d’un disque dur ; il est constitué de plusieurs composants clés.

#### Décomposition grossière d'un document
Chaque document Word est composé de ce que l’on appelle des blocs qui sont presque toujours divisés en portions de 512 octets. C’est pourquoi les documents Word ont toujours des tailles de fichiers qui sont des multiples de 512.
Le stockage de ces blocs est similaire à celui des dossiers d’un disque dur. Le texte d’un document Word est stocké dans la section WordDocument.
- Le premier gros bloc est celui de l’entête du fichier ; il fournit un grand nombre d’informations à propos du document et, notamment, l’emplacement des différentes structures de données majeures au sein du document.
- Le bloc Stockages de Propriétés fournit des informations sous forme de méta données sur le contenu du fichier .doc par exemple où il commence, son nom et ainsi de suite.
- Le bloc d’informations du fichier contient les spécifications définissant où le texte commence, où il se termine, quelle version de Word a permis sa création et bien d’autres attributs…

#### Universalité des formats
Les personnes qui n’utilisent pas Microsoft Office se trouvent souvent confrontées à des difficultés lorsqu’il s’agit de pouvoir lire des documents Word. Plusieurs solutions ont été mises en place pour remédier à ce problème. La première fut la mise à disposition par Microsoft d’une visionneuse Word afin de permettre aux intéressés de pouvoir ouvrir sans les modifier les documents Word sur leur PC dans un environnement Windows. Microsoft a également mis à disposition des utilisateurs des convertisseurs, nécessitant une version appropriée de Word et permettant de convertir au format voulu n'importe quel document.
Il existe aujourd’hui toutes les solutions pour ouvrir n’importe quel type de document Word, notamment avec le pack de compatibilité 97-2003 depuis la sortie de Word 2007.[pas clair] Mais déjà avec les versions pour Windows 3.x, (1.0, 2.0 et 6.0), il était possible d’ouvrir et d’enregistrer des documents aux formats des versions précédentes.
D’autres solutions concurrentes cette fois, avec l’utilisation de programmes de traitements de texte gratuits sous licence publique, comme Writer issu de la suite LibreOffice et AbiWord, petit traitement de textes d’origine espagnole, gratuit lui aussi dans les mêmes conditions (GNU), qui permettent d’ouvrir et d’enregistrer des documents au format binaire Microsoft Word.
Il y a également la solution Apache Jakarta POI qui est une source ouverte de la bibliothèque Java (Open Source Java library) et qui est à même d’ouvrir et d’enregistrer ce type de documents.
Les utilisateurs de Macintosh, quant à eux, pouvaient utiliser le programme MacLinkPro qui avait la faculté d'ouvrir indifféremment les fichiers de format Word, Works, WordPerfect, NisysWriter et bien d’autres formats encore. La plupart de ces interopérabilités ont pu être menées grâce au procédé de technologie d’ingénierie inversée (reverse engineering). Excepté le format RTF, aucune documentation sur le format Word n’a été rendue publique et disponible avant février 2008.

### Microsoft Office Open XML
Le format de Word mentionné ci-dessus est un format binaire. Microsoft a mis en place un format XML ouvert pour ses applications Office avec la version 2007 : Microsoft Office XML Ouvert. Bien que portant ce nom, le format XML de Microsoft Office ne se conforme pas intégralement au standard de la norme XML. Il est toutefois publiquement documenté sous la norme Ecma 376. Cette publication est une première pour Word et le rend ainsi considérablement plus facile pour l’accessibilité des documents que ce soit pour ses concurrents que pour son interopérabilité.
La volonté de le définir comme une norme standard ISO est une vocation de Microsoft, qui voit celle-ci se concrétiser bientôt. Il existe en parallèle un second format XML de base supporté aussi par Word 2003 : ce format est le WordprocessingML qui n’a rien à voir avec le format de fichier ouvert Open XML.
Il est par ailleurs possible de concevoir des plugins pour Word permettant de lire ou enregistrer des documents dotés de format qu’il ne supporte pas nativement.

## Caractéristiques et critiques
Autant de caractéristiques pour un traitement de texte a soulevé autant de succès que de discordes…

### Outils de mise en forme
Word se veut à la fois une application intuitive pour les débutants et comme un logiciel de préparation des ouvrages en amont des logiciels professionnels de mise en page (XPress, InDesign) avec lesquels il communique. Beaucoup de professionnels du prépresse[réf. nécessaire] connaissent ce logiciel et s’en servent.
Si la rédaction de textes courts peut se faire de façon spontanée, la gestion de documents volumineux demande de la rigueur.
Word possède des centaines de commandes correspondant à des tâches particulières, seules certaines sont visibles dans les menus. Le professionnel peut même avoir accès à un langage de programmation évolué pour spécialiser et automatiser les fonctions ou en créer de nouvelles. Exemple : Combien de temps vais-je mettre pour lire le texte sélectionné ?

### Polices et alignement
Comme tous les logiciels de traitement de texte, Microsoft Word permet de définir les polices utilisées ainsi que les alignements du texte. Ces dispositions seront immédiatement visibles à l’écran.
Notons qu’en mode justifié, Word gère difficilement le gris typographique à la justification ; ainsi, pour maintenir un paragraphe justifié, il peut introduire de très grandes espaces entre les mots, là où un typographe préférerait faire une césure ou bien rompre la justification (fin du mot en retrait ou dépassant dans la marge).
Il n’est pas recommandé d’introduire un trait d’union pour provoquer la césure, car le risque à ce qu’il se retrouve dans la ligne suivante, si la justification changeait, était envisageable. Il faut alors gérer automatiquement les césures possibles et éventuellement introduire des autorisations de coupure dans le mot.

### Styles
Il convient de distinguer le style, terme usuel, qui modifie directement le caractère (gras, italique, souligné, couleur) et la feuille de style qui est une mémoire du style de texte appliquée à un paragraphe ou à un groupe de mots. Word ne distingue pas ces termes.
La feuille de style était présente jusqu’à la naissance des versions pour Windows. Elle est revenue depuis la version 2007 sous le nom de jeux de styles. Elle peut s’exporter du document, être copiée et modifiée dynamiquement.
Un style est une mise en forme de texte destinée à être appliquée en plusieurs endroits. La modification du style change la mise en forme pour tous les paragraphes ou portions de texte utilisant ce style. Un ouvrage peut comporter de nombreuses feuilles de style. 
Si plusieurs paragraphes utilisent une même mise en forme, il faut utiliser un style, sinon on n’utilise pas la fonction principale du traitement de texte et on ne fait que de la bonne dactylographie. 
Le style met en mémoire, police, style et attributs, couleur, corps, interlignage, espacement, retraits, alinéa, tabulateurs et spécificités de Word, visibilité, ordre hiérarchique, etc.
Le style de caractère mis en mémoire pour quelques mots du paragraphe ne concerne que le caractère, style et attributs. 
On peut rendre les styles actifs, par exemple en mettant le texte dans une couleur juste le temps de vérifier sa répartition dans l’ouvrage. On peut aussi facilement rechercher/remplacer des termes seulement dans une catégorie de texte.
Les styles permettent de séparer le fond de la forme. Lorsque l’on indique que le texte est de style Titre n, on indique la fonction du texte sans indiquer la manière dont il sera mis en forme ; celle-ci est définie dans la boîte de dialogue de gestion des styles. Ainsi, pour les titres de chapitre ou de section, il est recommandé d’utiliser les styles Titre 1, Titre 2, … ce qui permettra de construire la table des matières automatiquement. Un utilisateur peut définir ses propres styles, par exemple créer un style Patronyme pour les noms de famille (qui figurent en petites capitales) dans les listes ou exergues, mais jamais dans les textes.
En outre, l’utilisateur peut rechercher tous les éléments de texte d’un style de caractère donné, par exemple pour en faire une liste (ceci peut être automatisé par une macro-instruction).

### Objets OLE
Sous Microsoft Windows, on peut intégrer des objets OLE, qui permet d’exploiter des propriétés propres à l’objet et à l’application qui l’a créé, avec l’inconvénient que l’application en question est indispensable à la lecture du document.
Par exemple, si on copie un graphique fait sous Microsoft Excel et qu’on le colle en utilisant l’option Collage spécial Graphique Microsoft Office Excel Objet, on peut alors éditer le graphique sous Word comme si l’on était sous Excel.
L’éditeur d’équation, Microsoft Equation, insère des objets OLE en s’exécutant à l’intérieur de Word.
Un objet n’est pas nécessairement OLE. On peut insérer un graphique ou une image comme un simple [modifier], sans qu’il soit lié à l’application qui l’a créé. Les équations peuvent aussi être représentées par des champs, sans faire appel à aucun éditeur d’équation.
Il est à noter que sur Mac, lorsqu’on insère des objets OLE dans Word, ceux-ci ne sont plus reconnus comme tels dans Word sous Windows. Ils apparaissent alors comme simples images. Ceci peut poser de sérieux problèmes de portabilité entre les deux plates-formes. Plus grave, Word 2008 pour Mac ne reconnaît même plus les objets OLE, même quand ils viennent d’être collés dans un document créé avec cette même application.

### Sections et mise en page
La mise en page — c’est-à-dire pour Word le format de feuille (A4, letter…), l’orientation (paysage, portrait), les marges, la numérotation des pages, les en-têtes et pieds de page — peut différer d’une partie à l’autre du document. Un saut de section peut coïncider avec un saut de page, un saut de colonne (si le texte est sur plusieurs colonnes) ou bien être continu.
La mise en page est définie pour une section. Insérer un saut de section (section break) la fait varier d’une page sur l’autre : autorisant de montrer un tableau en pleine page au format paysage alors que le reste du document est en portrait.
Lorsque le saut de section est un saut de page, on peut imposer que la nouvelle page soit paire ou impaire ; cela permet par exemple de toujours commencer un chapitre sur une page impaire, Word se chargeant d’ajouter une page blanche si nécessaire. On peut imposer que la première page d’une section soit différente des autres, par exemple que son en-tête soit différent, comme cela se fait pour une première page de chapitre. Dans ce cas, le saut de section est inutile, il suffit de choisir l'option "Première page différente".

### Champs
Un champ est un texte généré automatiquement à partir du contenu du reste du document.
Parmi les nombreux champs citons : la table des matières (générée à partir des titres de chapitre et de section), l’index (généré à partir des champs entrés d’index), le numéro de page, le nom du chapitre courant, le numéro du chapitre, des calculs numériques (par exemple : {a + b/2})…
Un champ est figuré sous la forme d’un code de champs entre accolades ou par sa valeur.
Ainsi, le code {TOC \o 1-3} génère une table des matières (TOC, table of contents) référençant les titres de niveau 1 à 3 (c’est-à-dire titres de chapitre, de section et de sous-section). Ce code est remplacé par du texte au moment de l’impression, ou sur requête de l'utilisateur (mise à jour des champs). Il n’est en général pas nécessaire de connaître les codes, celui-ci est généré à partir des options sélectionnées au moment de l’insertion du champ.

### Création de tableaux dans les documents
La création de tableaux dans Word a été possible dès les premières versions de Word pour Windows. En parallèle à cela, Word peut au sein de ces tableaux, effectuer des calculs simples entre cellules, en ligne ou en colonne. Il est également possible de mettre en place des formules prédéfinies.

### Sommaire automatique
Word propose un générateur de sommaire automatique dépendant par défaut des styles de titres hiérarchisés dans le document. En réalité une table des matières reprend les textes qui ont un style hiérarchique défini via la boîte de dialogue Paragraphe. Il est également possible de créer automatiquement des tables de figures, des listes d’index, pour afficher par exemple un glossaire, etc. Une nouvelle fonction de bibliographie est par ailleurs proposée depuis la version 2007.

### Résumé automatique
Word fournit un outil de résumé automatique qui permet de mettre en évidence les mots ou expressions jugées importantes. L’utilisateur peut définir les paramètres de pourcentage de texte à conserver par rapport la quantité totale du texte. Ron Fein de l’équipe de Word 97 explique que ce système fonctionne par coupure de mots en fonction de la pertinence des phrases. Dans un premier temps, Word identifie les mots les plus courants dans le document en ignorant les mots comme un, une, le, la, etc., puis attribue un rang pour ceux d’entre eux qui sont les plus utilisés ; il peut alors établir un score. C’est par un processus d’opérations de division et de moyenne du nombre de mots par rapport aux phrases que Word parvient à proportionner un résultat et d’en retourner un résumé. Cette fonctionnalité a été supprimée depuis la version 2010.

### Modèle Normal.dot(m)
Normal.dot, pour les versions de 97 à 2003 et normal.dotm depuis la version 2007, est le modèle par défaut à partir duquel tous les nouveaux documents sont créés. Il est l’un des fichiers les plus importants dans Microsoft Word. Il permet de définir toutes les caractéristiques d’un document et en particulier, les marges et les polices de caractères par défaut. Ce modèle est fourni avec des caractéristiques par défaut que tout utilisateur peut changer à sa convenance et en fonction de ses besoins. Tout changement sur ce modèle modifiera tous les nouveaux documents générés et tous ceux dont l’option de mise à jour automatique des styles de formatage est activée. Il faut noter que depuis la version 2007 il existe deux extensions de modèle différentes : dotx si le modèle ne contient pas de macro et dotm si le modèle contient des macros. Cette distinction permet de reconnaître les fichiers contenant des macros avant même de les ouvrir et ainsi de mieux se préserver des virus. Par contre, le modèle Normal est toujours le modèle Normal.dotm même s'il ne contient pas de macros. Il faut noter d'ailleurs que, contrairement aux versions précédentes, le modèle Normal.dotm n'existe qu'à la première utilisation du logiciel. Rien n'empêche de créer son propre modèle normal.dotm lorsqu'on le souhaite.

### Document maître et sous-documents
Dans le cas de documents volumineux (plusieurs centaines de pages), on peut utiliser plusieurs fichiers Word, par exemple un fichier par partie ou chapitre. Ces différents fichiers, appelés « sous-documents », sont ensuite regroupés dans un document « maître ». Le document maître peut lui-même contenir du texte spécifique, mais, pour une bonne gestion de la documentation, il ne devrait contenir que la page de titre, la table des matières, le plan (liens vers les sous-fichiers) et l’index.

## Macros
Tout comme les autres documents de la suite Microsoft Office, les fichiers Word peuvent embarquer des macros et autres programmes incorporés.

### Word Basic pour Word 6.0
Nativement, ce fut la version 6.0 (et par voie de conséquence la version 95) qui bénéficia de ce privilège avec le langage WordBasic :
Un module Programmation avec Microsoft Word puissant permettant de créer des programmes et des applications dans Word.
Ce mode de programmation sommaire fut remplacé par Visual Basic pour Application (VBA) à partir de la version 97.

### Visual Basic Editor (VBE)
Le successeur de WordBasic est également un éditeur de macros que Microsoft a nommé Visual Basic Editor (VBE). C’est l’environnement de développement où la modification et l’amélioration de macros enregistrées, voire celle de programmes en Visual Basic est possible.
- Il comporte une gestion des références (bibliothèques externes).
- La création la modification ou suppression des procédures et macros dans vos documents.
- La génération d’objets dynamiques avec association d’événements.

Avec l’ensemble des composants disponibles dans Visual Basic, de nombreuses possibilités étaient dès lors offertes aux développeurs. La gestion des contrôles ActiveX (composants actifs réutilisables dans des applications) qui offrent souplesse et puissance par le biais de fonctions avancées comme l’accès aux bases de données, la gestion des fichiers locaux ou en réseau, l’échange de données, etc.

### Virus dans les macros
La puissante évolution de la gestion des macros a pu permettre à de nombreuses personnes malveillantes de propager des virus à travers les documents.
La tendance qu’ont les utilisateurs à s’échanger des documents via un courriel, une clé USB, un CD-ROM ou même encore aujourd’hui sur disquette sont les principaux vecteurs de leur propagation.
Le plus prédominant de ces virus a été le ver Melissa, mais un grand nombre d’autres virus ont vu le jour grâce à cette opportunité ouverte des macros. Certains logiciels antivirus peuvent depuis détecter et nettoyer des macrovirus connus. Certains pare-feu peuvent eux aussi empêcher la propagation de virus sous cette forme vers d’autres systèmes.
Ces macrovirus furent le vecteur d’infections visant à affecter uniquement les systèmes Windows et MacOS X, allant jusqu’à l’apparition de CODEC vidéo sous forme de cheval de Troie en 2007. Ce fut au cours de ces mésaventures que Microsoft mit à disposition des packs correctifs voués à éliminer ces virus.
Un processus d’alerte macro fait alors son apparition dès qu’un document contenant des macros est ouvert. Le procédé est ajustable par palier de sévérité par l’utilisateur lui-même, mais dans les versions récentes de Word, cette option est définie au plus haut niveau par défaut afin de prévenir les risques et, corollairement, ces macrovirus se font de plus en plus rares.
À partir de la version 2007 de Word, un utilisateur souhaitant enregistrer un document avec des macros est contraint de choisir le format approprié, à savoir .docm pour un document ou .dotm pour un modèle. Le fait de voir ces extensions permet de savoir que ce document ou ce modèle de document est pourvu de macros embarquées. La sécurité est renforcée dans la version 2010 en même temps que la gestion des documents contenant des macros est simplifiée.

## Critiques
Avec autant de caractéristiques, Word connaît un grand succès, mais aussi quelques critiques.

### Calligraphie
Que ce soit pour Windows ou pour Macintosh, Word n'était pas en mesure de manipuler les ligatures définies sur certaines polices de caractères TrueType à cause des problèmes qui pourraient être rencontrés lors d’éventuelles corrections orthographiques. Ce type de police peut toutefois être inséré manuellement, mais n'était pas reconnu par Word pour ce qu’il représente. Ce problème est corrigé dans la version 2010 qui gère ces fonctionnalités pour certaines « polices OpenType qui ont été conçues pour, comme Gabriola, Corbel, Calibri, Constantia ». La condition Open Type est donc nécessaire, mais pas suffisante, pour qu'une police soit éligible à ces nouvelles fonctionnalités.
Une autre caractéristique de Word est son incapacité à pouvoir exploiter des espaces réduits lors de la mise en forme du texte en mode justifié notamment, mais aussi les repères de rognage. Diverses solutions de contournement furent alors développées. Le processus de substitution de police de caractère a été mis en place à partir de la version 2002 pour contourner le problème rencontré lorsqu’une certaine police employée dans un document était indisponible sur le système en cours : il n’est pas prévu de pouvoir désactiver ce comportement par défaut.
Dans la version 2004 de Word pour Macintosh, le support de l’écriture complexe était aussi faible que pour la version 97 de Word pour Windows et Word ne savait pas avant la version 2011 interpréter la typographie avancée des systèmes Apple gérant parfaitement ces fameuses ligatures et autant de variétés de glyphes.

### Puces et numérotation
Quelques utilisateurs ont critiqué le système de numérotation des paragraphes par puces ou par numéros, fortement problématique en particulier en cas de méconnaissance du logiciel, la fonctionnalité de numérotation hiérarchique étant relativement complexe.
Les problèmes relevés à l’égard des puces et des numéros dans Word comprennent notamment :
- l’altération ou le changement inattendu des caractères représentant les puces,
- l’indentation qui changeait au sein d’une même hiérarchie de paragraphe,
- ou, encore, les séquences de numérotation qui ne correspondaient pas entre elles.

En dehors de cela et dans la majeure partie des cas, le système restait tout de même opérationnel et voyait sa vulnérabilité naître à cause des langues des correcteurs orthographiques installés autres que le français et l’anglais…

## Vocabulaire lié au logiciel Word
- Justifié : Permet d’aligner le texte à droite et à gauche.
- Lettrine : Première lettre d’un paragraphe ou d’un texte qui occupe la hauteur de plusieurs lignes.
- Modèle : La procédure de création de modèles de documents rajoute automatiquement au nom du modèle l’extension DOT, ou bien DOTX et DOTM (avec macro) pour les versions depuis 2007. Cette extension est obligatoire pour le bon fonctionnement du modèle. Tout document est basé sur un modèle.
- Style : tout paragraphe est basé sur un style, et par défaut le style Normal. Les styles de titre fournis avec Word permettent entre autres de générer automatiquement la table des matières.

## Versions

Logo de Word Mac 2011

### PC et compatibles (environnement MS-DOS)
- 1983 : Word 1
- 1985 : Word 2
- 1986 : Word 3
- 1987 : Word 4 (Microsoft Word 4.0 pour PC)
- 1989 : Word 5
- 1991 : Word 5.1
- 1991 : Word 5.5
- 1993 : Word 6.0
- 1993 : Word 6.0 pour Windows

### Macintosh (Mac OS et Mac OS X)
- 1985 : Word 1 for the Macintosh
- 1987 : Word 3
- 1989 : Word 4
- 1991 : Word 5
- 1993 : Word 6
- 1998 : Word 98
- 2000 : Word 2001, la dernière version compatible avec Mac OS 9
- 2001 : Word X, la première version pour Mac OS X seulement
- 2004 : Word 2004, faisant partie de la suite Office 2004 pour Mac
- 2008 : Word 2008, faisant partie de la suite Office 2008 pour Mac
- 2010 : Word 2011, faisant partie de la suite Office 2011 pour Mac
- 2016 : Word 2016, faisant partie de la suite Office 2016 pour Mac
- 2019 : Word 2019, faisant partie de la suite Office 2019 pour Mac
- 2021 : Word 2021, faisant partie de la suite Office 2021 pour Mac

### Windows
- Novembre 1989 : Word pour Windows 1.0 pour Windows 2.x, nom de code : Opus
- Mars 1990 : Word 1.1 pour Windows 3.0, nom de code : Bill the Cat
- Juin 1990 : Word 1.1a pour Windows 3.1
- 1991 : Word 2.0 pour Windows, nom de code : Spaceman Spiff
- 1993 : Word pour Windows 6.0, nom de code T3 (cette version a été renommée 6.0 pour s’accorder avec la version pour DOS et Macintosh, mais aussi pour son concurrent direct WordPerfect et enfin pour la version 32-bit de Windows NT)
- 1995 : Word pour Windows 95 (version 7.0), faisant partie de la suite Office 95
- 1997 : Word 97 (version 8.0), faisant partie de la suite Office 97
- 1998 : Word 98 (version 8.5), faisant partie de la suite Office 97 – Cette version a été produite uniquement pour le Japon et la Corée.
- 1999 : Word 2000 (version 9.0), faisant partie de la suite Office 2000
- 2001 : Word 2002 (version 10.0), faisant partie de la suite Office XP
- 2003 : Word 2003 (officiellement nommé Microsoft Office Word 2003) - (version 11.0), faisant partie de la suite Office 2003
- 2006 : Word 2007 (officiellement nommé Microsoft Office Word 2007) - (version 12.0), faisant partie de la suite Office 2007 – La version pour les entreprises le 30 novembre 2006 et c’est le 30 janvier 2007 que l’on pouvait se procurer une version en magasin.
- 2010 : Word 2010 (officiellement nommé Microsoft Office Word 2010) - (version 14.0), faisant partie de la suite Office 2010.
- 2013 : Word 2013 (version 15.0), faisant partie de la suite Office 2013.
- 2016 : Word 2016 (version 16.0), faisant partie de la suite Office 2016 et inclus dans l'abonnement Office 365.
- 2019 : Word 2019 (version 16.0), faisant partie de la suite Office 2019 et inclus dans l'abonnement Office 365
- 2021 : Word 2021 (version 17.0), faisant partie de la suite Office 2021 et inclus dans l'abonnement Office 365

### Versions pour SCO UNIX
Microsoft Word pour UNIX Systems version 5.1

### Versions pour OS/2
- 1992 : Microsoft Word pour OS/2 version 1.1B

## Les certifications Word
Plusieurs certifications sont disponibles, permettant d'évaluer le niveau en Word.
- Le MOS ou Microsoft Office Specialist
- Le TOSA (méthode adaptative)[8]
- Evalu.it[9]

#### Word 2013
- Joyce Cox et Joan Lambert, Microsoft Word 2013, Paris, Microsoft Press (en), coll. « Step by Step », 2013, 576 p. (ISBN 978-0-7356-6912-3, présentation en ligne)
- Microsoft Word 2013, Paris, ENI Éditions, coll. « Référence Bureautique », 2013, 516 p. (ISBN 978-2-7460-7892-5, présentation en ligne)

#### Word 2010 et Word 2011 pour Mac
- Joyce Cox et Joan Lambert (trad. de l'anglais), Microsoft Word 2010, Paris, Microsoft Press (en), coll. « Étape par Étape », 2010, 384 p. (ISBN 978-2-10-055116-3, présentation en ligne)
- Doug Lowe (trad. de l'anglais), Word 2010, Paris, First Interactive, coll. « Pour les nuls », 2010, 408 p. (ISBN 978-2-7540-1910-1, présentation en ligne)
- Philippe Moreau, Word 2010 initiation : Guide de formation avec exercices et cas pratiques, Paris, Eyrolles, coll. « Les guides de formation Tsoft », 2011, 206 p. (ISBN 978-2-212-12879-6, présentation en ligne)
- Philippe Moreau, Word 2010 avancé : Guide de formation avec cas pratiques, Paris, Eyrolles, coll. « Les guides de formation Tsoft », 2011, 198 p. (ISBN 978-2-212-12880-2, présentation en ligne)
- Microsoft Word 2010, Paris, ENI Éditions, coll. « Référence Bureautique », 2010, 512 p. (ISBN 978-2-7460-5492-9, présentation en ligne)
- Katherine Murray, Microsoft Word 2010, Sebastopol, Microsoft Press (en), coll. « Inside Out », 2010, 906 p. (ISBN 978-0-7356-2729-1, présentation en ligne)
- Katherine Murray, Microsoft Word 2010, Sebastopol, Microsoft Press (en), coll. « Plain & Simple », 2010, 272 p. (ISBN 978-0-7356-2731-4, présentation en ligne)
- Herb Tyson, Microsoft Word 2010 Bible, Indianapolis, Wiley, 2010, 984 p. (ISBN 978-0-470-59184-0, présentation en ligne)
- Word 2010, Paris, ENI Éditions, coll. « Repère », 2011, 400 p. (ISBN 978-2-7460-6039-5, présentation en ligne)
- Word 2011 pour Mac, Paris, ENI Éditions, coll. « Référence Bureautique », 2011, 416 p. (ISBN 978-2-7460-6213-9, présentation en ligne)

#### Word 2007 et Word 2008 pour Mac
- Joyce Cox et Joan Preppernau (trad. de l'anglais), Microsoft Word 2007, Paris, Microsoft Press (en), coll. « Étape par Étape », 2007, 377 p. (ISBN 978-2-10-050632-3, présentation en ligne)
- Microsoft Word 2007, Paris, ENI Éditions, coll. « Référence Bureautique », 2007, 461 p. (ISBN 978-2-7460-3496-9, présentation en ligne)
- Katherine Murray, Mary Milhollon et Beth Melton, Microsoft Office Word 2007, Redmond, Microsoft Press (en), coll. « Inside Out », 2007, 912 p. (ISBN 978-0-7356-2330-9, présentation en ligne)
- Word 2007, Paris, ENI Éditions, coll. « Repère », 2007, 446 p. (ISBN 978-2-7460-3775-5, présentation en ligne)

## [10]Notes et références
- (en) Cet article est partiellement ou en totalité issu de l’article de Wikipédia en anglais intitulé « Microsoft Word » (voir la liste des auteurs).

1. ↑  (en-US) TimDavenport, « Update history for Office 2016 C2R and Office 2019 - Office release notes », sur docs.microsoft.com (consulté le 2 juin 2021)
2. ↑  le blog officiel
3. ↑  Annonce de la publication du code source de Word 1.1 : http://www.computerhistory.org/_static/atchm/microsoft-word-for-windows-1-1a-source-code/
4. ↑  Exécutable de Word 5.5 sur le site de Microsoft
5. ↑  Page de ce pack sur le site de Microsoft : http://www.microsoft.com/downloads/fr-fr/details.aspx?FamilyID=941b3470-3ae9-4aee-8f43-c6bb74cd1466
6. ↑  Microsoft Word 2010. Marina Mathias. Éditions Micro Application. 2010. Page 107
7. ↑  « TOSA : futur test informatique de référence ? »
8. ↑  « Evalu.it teste les compétences informatiques »
9. ↑  « Partenaire Informatique | Infogérance, Sauvegarde, Cybersécurité », sur ISI (consulté le 4 mai 2023)